# Stenia Michel
Stenia Michel (Uster, 23 ottobre 1987) è un'allenatrice di calcio ed ex calciatrice svizzera, di ruolo portiere, allenatrice dei portieri e della squadra under-15 del Grasshopper.
Ha inoltre indossato la maglia della nazionale svizzera, dalle giovanili alla nazionale maggiore, collezionando in quest'ultima 12 presenze tra il 2013 e il 2017 e partecipando al Mondiale di Canada 2015 e all'Europeo dei Paesi Bassi 2017.

## Carriera

### Calciatrice

#### Club
Michel si appassiona al calcio fin da giovanissima decidendo di tesserarsi con la società sportiva della cittadina di residenza, l'Uster, iniziando a giocare come portiere nelle sue formazioni giovanili dove rimane dal 1996 al 2000 prima di passare alle giovanili del Wetzikon.
Rimase con il Wetzikon fino all'estate 2001 quando coglie l'occasione offertale dal Seebach per vestire la maglia delle giovanili della propria divisione femminile. Già alla sua prima stagione, la 2001-2002, ha l'occasione di essere impiegata nella formazione titolare quando, a causa di un infortunio, viene chiamata, a soli 14 anni, a collocarsi tra i pali nella sua prima partita di Lega Nazionale A. Con la squadra di Zurigo rimane complessivamente dodici stagioni nelle tre realtà societarie che si susseguono, fino alla 2004-2005 con il Seebach, diventato Seebach Zurigo dalla stagione successiva fino alla 2007-2008 e Zurigo Frauen dalla seguente, congedandosi a fine campionato 2012-2013 con un palmarès di cinque titoli nazionali e tre Coppe di Svizzera.
Il 15 agosto 2013 ha firmato un contratto biennale con lo Jena per giocare in Frauen-Bundesliga dalla stagione entrante.
Nell'aprile 2016, prima della fine del campionato, ha annunciato di non voler rinnovare il contratto in scadenza con lo Jena.
Il 17 maggio 2016 Michel decide di tornare a giocare in Svizzera, firmando un nuovo contratto con il Basilea, ritrovando nel reparto difensivo la neozelandese Ria Percival anch'essa proveniente dallo Jena.

## Palmarès

### Club
- Campionato svizzero: 5

FFC Zürich Seebach: 2007-2008
FC Zürich Frauen: 2008-2009, 2009-2010, 2011-2012, 2012-2013
- Coppa Svizzera: 3

FFC Zürich Seebach: 2006-2007
FC Zürich Frauen: 2011-2012, 2012-2013

### Nazionale
- Cyprus Cup: 1

2017